# Hlotse
Hlotse (ook wel Leribe-stad) is de hoofdstad (Engels: district town, ook camp town) van het district Leribe in Lesotho. Er wonen ongeveer 25.000 inwoners. Het ligt aan de rivier de Hlotse, dicht bij de grens met Zuid-Afrika.
De stad werd gesticht in 1876 door een Britse missionaris, John Widdicombe en werd een koloniaal centrum totdat Lesotho zijn onafhankelijkheid verwierf.
De stad is hoofdstad van het district Leribe.
De alternatieve naam, Leribe, is afgeleid van een andere, Franse katholieke missioe, gesticht 1859 door François Coillard.

## Toerisme
Leribe kent enkele toeristische trekpleisters, waaronder een handwerkcentrum, waar zelfgemaakte kleding verkocht wordt, zoals jassen en truien. Voor het gemeentehuis staat een standbeeld en de stad kent een oude militaire uitkijktoren.

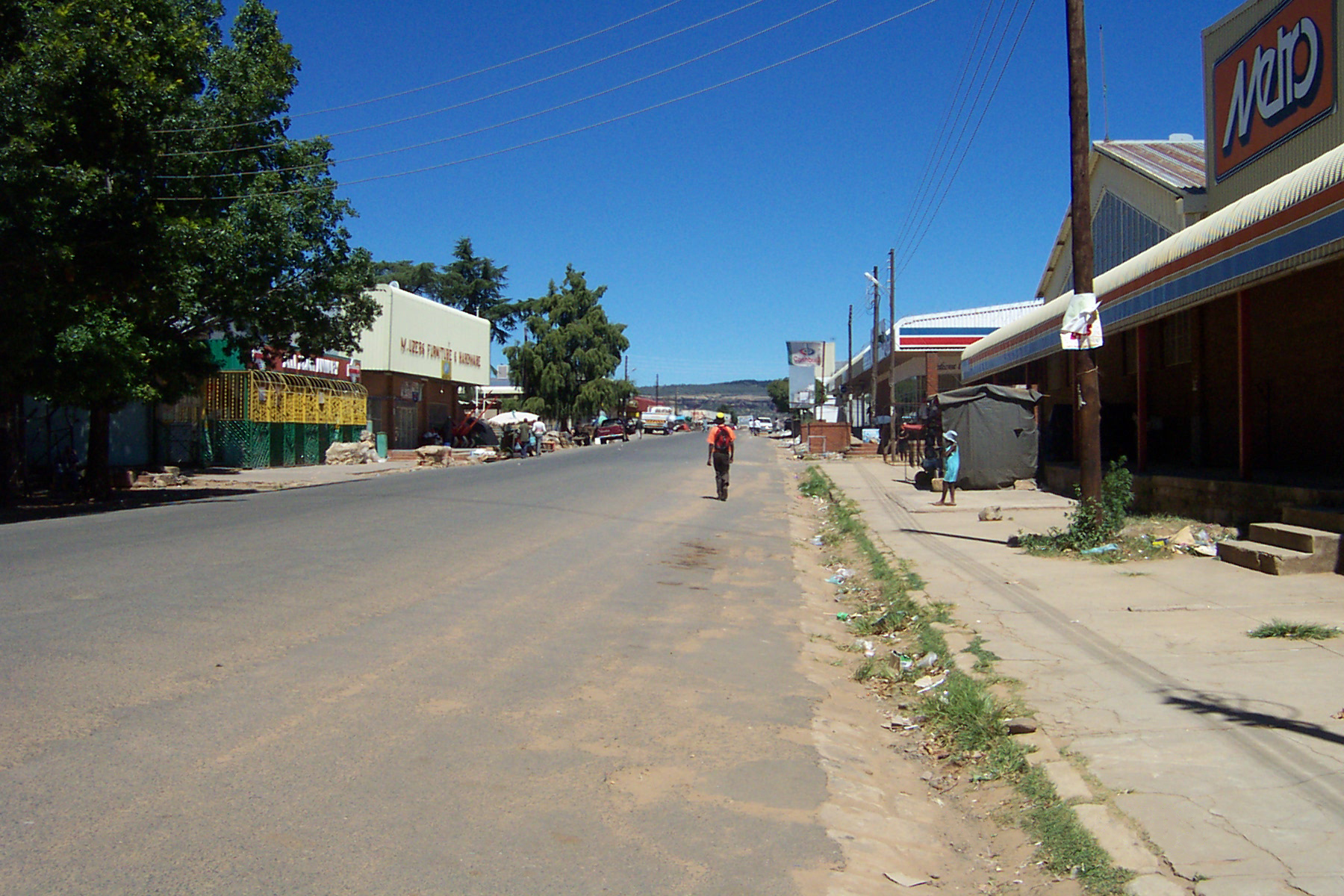
Hlotse
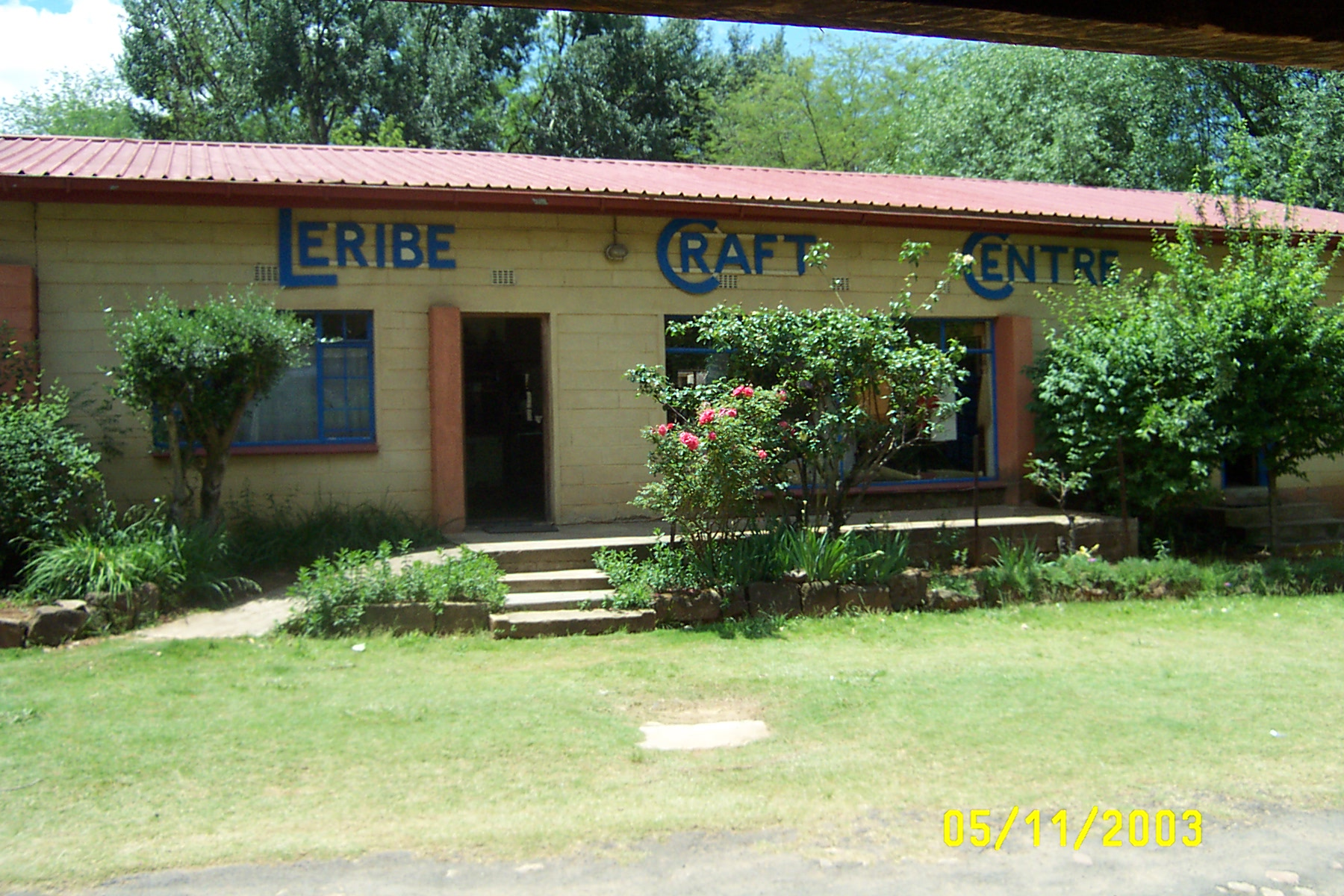
Leribe's handwerkcentrum